# Спиноне ал Лаго
Спино̀не ал Ла̀го (на италиански: Spinone al Lago; на ломбардски: Spinù, Спину) е село и община в Северна Италия, провинция Бергамо, регион Ломбардия. Разположено е на 360 m надморска височина. Населението на общината е 1011 души (към 2017 г.).